# Jarrell Brantley
Jarrell Isaiah Brantley, né le 7 juin 1996 à Charleston en Caroline du Sud, est un joueur américain de basket-ball évoluant au poste d'ailier fort voire d'ailier.

## Biographie
Jarrell Brantley est drafté au second tour en 50e position de la draft NBA 2019 par les Pacers de l'Indiana puis ses droits sont envoyés au Jazz de l'Utah.
Le 17 juillet 2019, il signe un contrat two-way avec le Jazz de l'Utah pour la saison à venir.
Le 4 décembre 2020, il signe à nouveau un contrat two-way avec le Jazz de l'Utah. Il est licencié en septembre 2021.
En septembre 2021, Brantley s'engage pour une saison avec l'UNICS Kazan, club russe qui évolue en Euroligue.
Fin mars 2023, il est de retour au Jazz de l'Utah via un contrat de 10 jours.
À partir de la saison 2023/2024, il poursuit sa carrière au Japon, en intégrant les Nagasaki Velca. 